# Jura-Observatorium

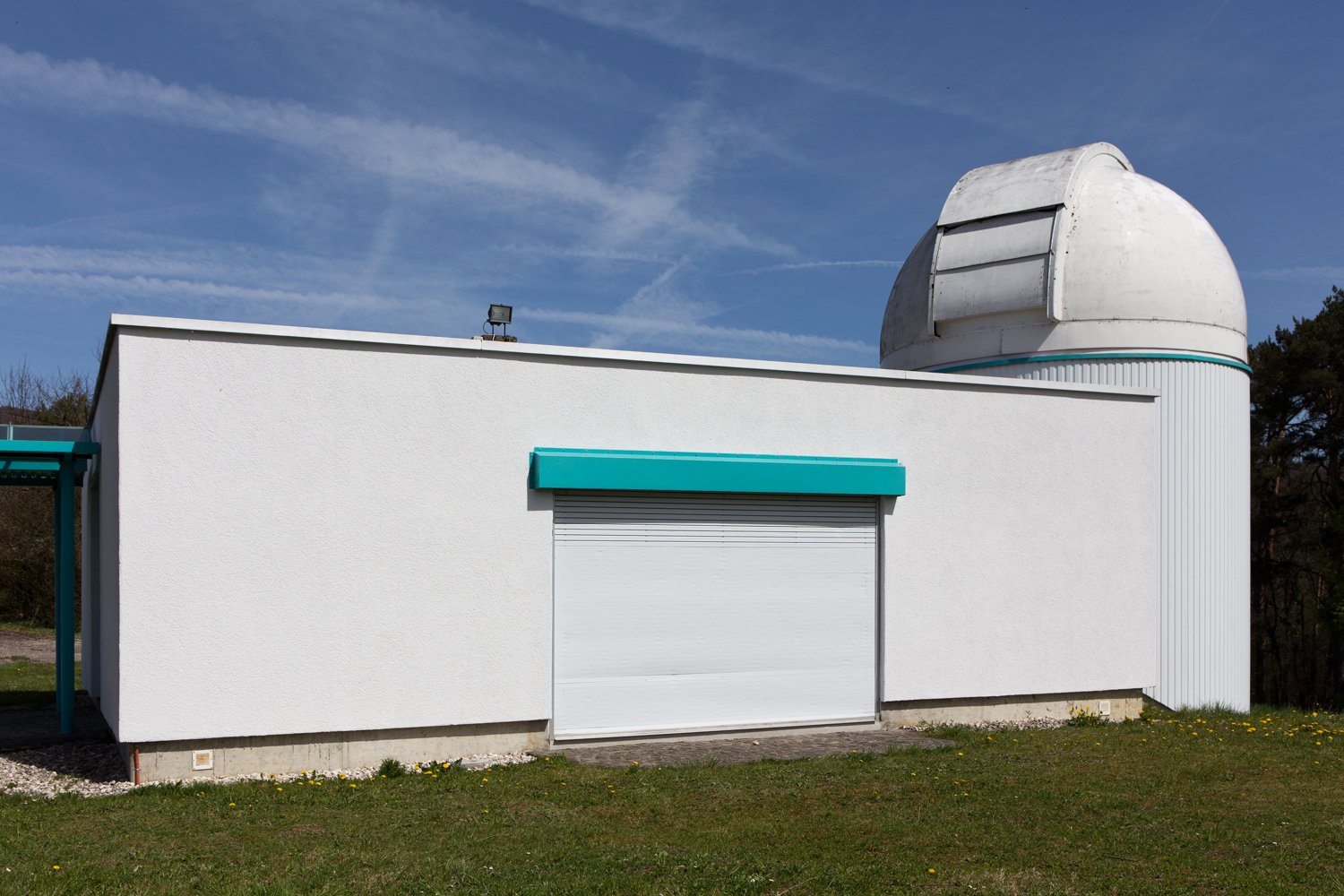
Das Jura-Observatorium im Jahr 2015

Das Jura-Observatorium (Observatoire astronomique jurassienne) ist ein astronomisches Observatorium nahe Vicques im Schweizer Kanton Jura.
Es wurde zwischen 1993 und 1998 für die Société jurassienne d'astronomie (SJA) erbaut und wird auch von dieser betrieben. Das Observatorium ist bei der IAU unter der Nummer 185 registriert.

## Instrumente
- Ein durch eine Kuppel geschütztes Cassegrain/Nasmith-Teleskop mit einem Spiegeldurchmesser von 610 mm